# Regiune H I
O regiune H I (a se citi « H 1 ») este un nor interstelar compus din hidrogen atomic neutru. Aceste regiuni nu sunt luminoase, însă sunt detectabile întrucât atomii prezenți în cantitate foarte mică emit o radiație în regiunea de 21 cm (1.420 MHz) a spectrului radio, chiar la joasă temperatură. Pe fronturile de ionizare, unde regiunile H I ciocnesc gazul ionizat în expansiune (ca o regiune H II), acesta din urmă strălucește mai intens decât normal. Gradul de ionizare al unei regiuni H I este foarte slab, de ordinul 10-4 (adică un atom din 10.000).
Cartografierea emisiilor H I cu un radiotelescop este o tehnică utilizată pentru determinarea structurii galaxiilor spirale. Ea este utilizată și pentru cartografierea interacțiunilor gravitaționale dintre galaxii. Când două galaxii intră în coliziune, materia este smulsă sub forma de filamente, care permit astronomilor să știe cum se deplasează galaxiile.